# Le Monde de l'éducation
Le Monde de l'éducation est un ancien magazine mensuel français publié de 1974 à 2008 par le groupe de presse Le Monde, et une lettre numérique lancée en 2019. 
Le magazine, le seul dans son domaine, faisait figure de référence dans le traitement des problématiques contemporaines du système éducatif français. En 2008, Le Monde de l'éducation a annoncé la fin de sa parution, en invoquant le copillage dont il ferait l'objet. Le site internet a annoncé toutefois une survie sous forme d'un supplément au journal Le Monde.
En janvier 2019, Le Monde relance pour ses abonnés numériques la publication hebdomadaire Monde de l'éducation. Afin d’éclairer les grands enjeux de l’éducation et de son actualité (par ailleurs traitée dans les pages du quotidien), des articles rédigés par des journalistes du Monde ainsi que des tribunes/chroniques de divers acteurs (enseignants, chercheurs, experts, parents, élèves...) sont publiés chaque mardi matin sur lemonde.fr. Ils traitent plus particulièrement du monde de l'enseignement et des problématiques du quotidien rencontrées par les acteurs de l'école, en évitant les effets de manches polémiques qui desservent souvent le débat éducatif. Ces articles sont par ailleurs mis avant dans une lettre d'information hebdomadaire aussi intitulée « Le Monde de l'éducation », réservée aux abonnés. Elle propose aussi une sélection des articles « essentiels » récents sur l'éducation, des brèves d'actualité, archives, ressources pédagogiques, et dessins du dessinateur et enseignant Fabrice Erre.   